# لوسي فينش
لوسي فينش (بالإنجليزية: Lucy Finch)‏ هي ممرضة مالاوية، ولدت في 1943 في مالاوي.